# كيمياء كهروضوئية كمية
الكيمياء الكهروضوئية الكمية (بالإنجليزية: Quantum photoelectrochemistry) هي دراسة طبيعة ميكانيكا الكم للكيمياء الكهروضوئية، وهي فرع من الكيمياء الفيزيائية يهتم بتفاعل الضوء مع الأنظمة الكهروكيميائية ، وذلك عادةً من خلال تطبيق حسابات كيمياء الكم.
تمثل الكيمياء الكهروضوئية الكمية امتدادًا للكم في الكيمياء الكهربية لتشمل العمليات التي تنطوي أيضًا على التفاعل مع الضوء (الفوتونات)، وتتضمن أيضًا عناصر أساسية من الكيمياء الضوئية. تشمل الجوانب الأساسية في الكيمياء الكهروضوئية الكمية حسابات الإثارات البصرية، وعمليات انتقال الإلكترونات والطاقة المستحثة ضوئيًا، وتطور الحالة المثارة، بالإضافة إلى فصل الشحنات علي السطح البيني ونقلها في أنظمة تحويل الطاقة على نطاق تقنية النانو.

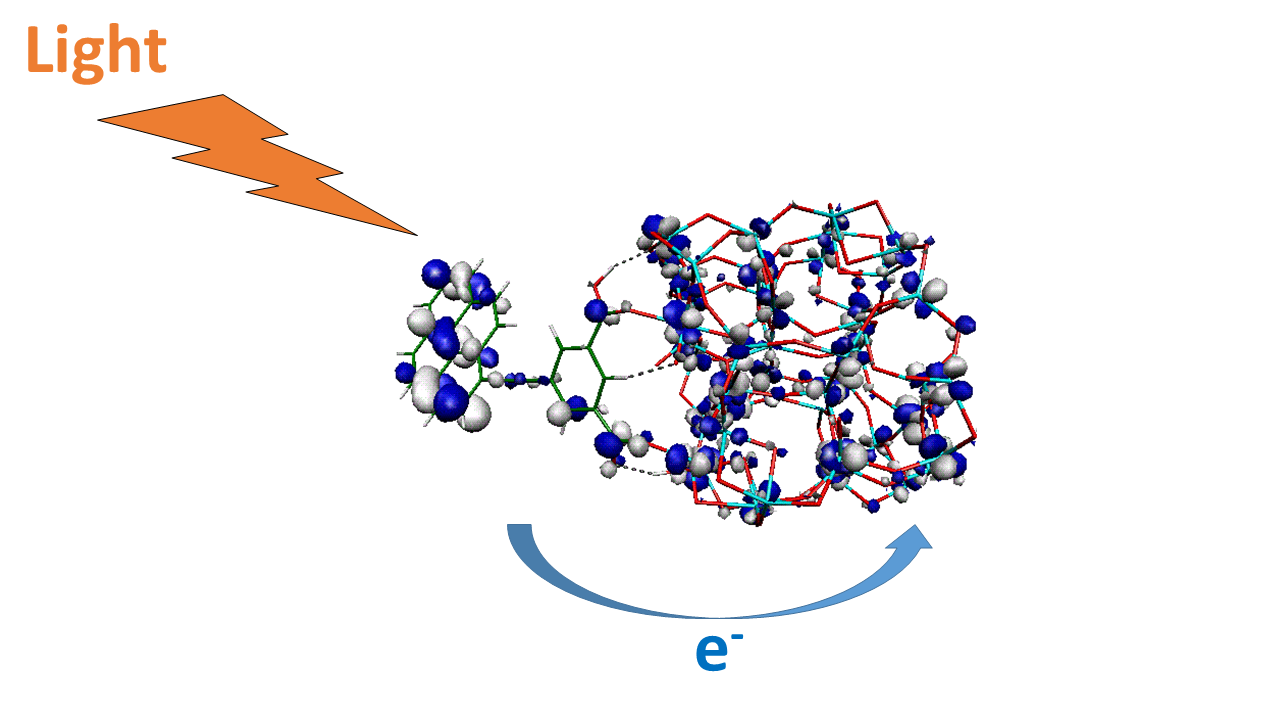
حساب الكيمياء الكهروضوئية الكمية لانتقال الإلكترونات بين الأسطح المستحث ضوئيًا في خلية شمسية حساسة للصبغة

توفر الكيمياء الكهروضوئية الكمية، على وجه الخصوص، فهمًا أساسيًا للعمليات الضوئية الكهروبصرية الأساسية المرتبطة بحصاد الضوء والعمليات المستحثة ضوئيًا، وذلك في عدد من تقنيات تحويل الطاقة الشمسية الناشئة، سواء لإنتاج الكهرباء (لوح ضوئي) أو لإنتاج الوقود الشمسي. وتشمل الأمثلة على التطبيقات التي تتيح فيها الكيمياء الكهروضوئية الكمية فهمًا أعمق للعمليات الأساسية كلاً من الخلايا الكهروضوئية الكيميائية، والكيمياء الضوئية لأشباه الموصلات، إضافة إلى التحفيز الكهربائي المعتمد علي الضوء بشكل عام، والتركيب الضوئي الاصطناعي بشكل خاص.
تُشكل الكيمياء الكهروضوئية الكمية مجالًا نشطًا من مجالات البحث العلمي المعاصر، حيث نُشرت في السنوات الأخيرة العديد من الدراسات التي تتعلق بأنواع مختلفة من المواد والعمليات، بما في ذلك مجمعات حصاد الضوء، والبوليمرات الحاصدة للضوء، وكذلك المواد شبه الموصلة النانوية البلورية.